# Золотые туфельки
«Золотые туфельки» — советский двухсерийный детский телефильм, снятый в 1981 году на Одесской киностудии режиссёром Валентином Козачковым по мотивам повестей Ивана Василенко «Золотые туфельки» и «Заколдованный спектакль».
Является продолжением фильма «Волшебный круг».

## Сюжет
Главные герои фильма — Артем Загоруйко и его друзья Ляся, негр Пепс и Костя, знакомые зрителю по фильму «Волшебный круг», но уже повзрослевшие, попадают в круговорот гражданской войны.

## Актёры и роли
- Вадим Кузнецов — Артем Загоруйко
- Людмила Кондратюк — Ляся
- Федор Гаврилов — Костя
- Олег Корчиков — белый Клоун
- Виктор Михайлов — Матвей Труба
- Валентина Хмель — Татьяна
- Александр Игнатуша — Иван
- Калифа Конде — Пепс
- Василий Руснак — Василек, сапожник
- Лариса Коршунова — мама Василька
- Андрей Гончар — Кузьма Акимович Иванченко
- Станислав Садальский — Потяжкин, белогвардейский офицер
- Валерий Бассэль — Петро
- Александр Стригалев — Иванко
- Виктор Маляревич — командир партизанского отряда
- Геннадий Пачис — начальник контрразведки
- Михаил Горносталь — комиссар
- Валентин Букин — солдат
- Рудольф Мухин — шпик
- Анатолий Падука — часовой
- Владимир Евченко — моряк-связной, на костылях